# Libor Fára
Libor Fára (12. září 1925, Praha – 3. března 1988, Praha) byl český malíř, sochař, typograf, scénograf, kostýmní výtvarník a pedagog.

## Život
Otec Libora Fáry byl státní úředník, se silným vztahem k přírodě, matka, absolventka gymnázia Minerva, byla žačkou Alice Masarykové. Zajímala se o operní zpěv a hru na klavír. Pro Fárův příklon k surrealismu měl ale zásadní význam jeho dědeček, malíř autodidakt a amatérský loutkař (Dědeček – muž mého mládí, věci které dělal byly tak absurdní).
V letech 1935–1941 Fára navštěvoval reálné gymnasium Na smetance, kde byl učitelem kreslení Pravoslav Kotík. V letech 1942–1944 byl žákem soukromé školy kreslení Jaroslava Švába Officina Pragensis a v posledním roce války byl totálně nasazen.
Soukromě se věnoval hře na bicí a od roku 1942 vystupoval a nahrával desky s jazzovou skupinou Harlem.
Za války patřil k okruhu Spořilovských surrealistů (Robert Kalivoda, Rudolf Altschul, Zbyněk Havlíček, Libor Fára, Jiří Tichý, František Jůzek) a navázal kontakty se Zdeňkem Lorencem, Otto Mizerou, Václavem Tikalem, Josefem Istlerem a Karlem Teigem. Skupina vydávala soukromé sborníky (Roztrhané panenky, 1942).
V roce 1945 se hlásil na Akademii, ale nesložil zkoušky a od října 1945 studoval Vysokou školu uměleckoprůmyslovou v Praze v ateliéru Emila Filly. Již v roce 1946 byl jeho obraz Deux visages vybrán na výstavu Art Tchécoslovaque 1938–1946 a Fára mohl navštívit Paříž. Studia ukončil v ateliéru prof. Františka Muziky roku 1951.
V roce 1949 se na schůzce surrealistů seznámil s Annou Šafránkovou, která se za něj provdala roku 1952. Fára uvádí, že v té době také opustil surrealismus, který se pro něj jako zdroj inspirace vyčerpal. Počátkem 50. let udržoval přátelské vztahy s Mikulášem a Emilou Medkovými, Karlem Teigem, Josefem Istlerem, Karlem Hynkem, Vratislavem Effenbergrem a podílel se na vydávání neoficiálního sborníku surrealistů Zvěrokruh, navazujícího na stejnojmenný časopis ze 30. let. Po celý život měl přátele mezi fotografy (Emila Medková, Miroslav Hák, Miloň Novotný, Miroslav Jodas, Josef Koudelka).
V letech 1951–1953 absolvoval vojenskou službu a po návratu svou dosavadní tvorbu zásadně přehodnotil. Roku 1953 nastoupil jako aranžér divadla E.F. Buriana a seznámil se tam s Janem Grossmanem, Josefem Topolem a Miroslavem Hákem. V roce 1954 získal od architekta a scénografa divadla Vladimíra Nývlta ateliér v ulici Anny Letenské na Vinohradech, kde pak tvořil celý život.
V polovině 50. let začal jako výtvarník intenzivně spolupracovat s malými divadly, od konce 50. let se zabýval typografií. Zúčastnil se první výstavy sdružení Máj (1957).
Roku 1961 se manželům Fárovým narodila dcera Isabela (sochařka), 1963 Gabriela (fotografka). Od roku 1965 byl Fára řádným členem SČVU.
V únoru 1966 byl Fára účastníkem oslavy Dada na vyšehradském „Hanzlberku“, kde v té době založili Ctibor Turba a Boris Hybner Pantomimu Alfreda Jarryho. Soubor v témže roce zvítězil na Festivalu amatérské pantomimy v Litvínově a na Fárovo doporučení byl vybrán do programu Laterny magiky Revue z bedny pro Světovou výstavu Expo 67. V 60. letech hrál Fára ve filmech Jana Němce Mučedníci lásky (1967) a Pavla Juráčka Případ pro začínajícího kata (1969).
Po srpnové okupaci měl v roce 1969 Fára svou třetí výstavu s dvojznačným názvem Stop-time, kde vystavil také prostřelené okno svého ateliéru (Srpnové ráno, 1968). Výstavu uváděli Václav Havel, Luděk Novák a Zdeněk Urbánek.
Roku 1969 vytvořil 30 asambláží z dřevěných objektů během měsíčního pobytu v Janově, který mu zaplatili mecenáš Rodolfo Celli a galerista Masnata. V následujícím roce byl soubor jeho asambláží Hrací stoly vystaven na 35. bienále v Benátkách.
V letech 1973–74 Libor Fára působil jako pedagog na FAMU (obor grafická úprava a tisk, katedra fotografie). Oslava 50. narozenin ve Fárově ateliéru (1975) inspirovala Josefa Topola k napsání hry Sbohem Sokrate (1976), kterou uvedlo Stavovské divadlo roku 1991.
V 70. a 80. letech se Fára intenzivně věnoval volné tvorbě. Zemřel ve svém ateliéru 3. března 1988 ve věku 62 let.

### Ocenění
Libor Fára byl opakovaně oceněn za svou typografickou a grafickou tvorbu (1955, plakát, 1980 cena MK), za nejkrásnější knihu roku (1968, 1969, 1977), získal ceny nakladatelství Odeon (1966) a Panorama (1981) a cenu Supraphonu (1970).
Roku 1982 obdržel Zlatou medaili na Mezinárodním Trienale Novi Sad.

## Dílo

### Kresba a malba
Od svých 16 let (1941) se pohyboval mezi surrealisty a až do konce 40. let tvořil surrealistické kresby (Bez názvu, tuš, akvarel, 1944), koláže, frotáže a surrealistické objekty (Domino, 1945). Jako surrealista se představil na své první výstavě (Paříž) obrazem Deux visages (1945). Obraz oslnil i jeho budoucí ženu Annu Fárovou a byl prvotním impulzem k navázání pozdějšího hlubokého vztahu. Podle V. Lahody je vrcholem surrealistické malby libora Fáry obraz Konec dne z roku 1949. 
V roce 1949 vznikla série rozměrných lavírovaných kreseb fantaskního ženského aktu s dominantním motivem velkých očí (Gigue). Završením imaginativní fáze jeho tvorby byly barevné monotypy a malby z počátku 50. let (Ptakopravce, série 30 kreseb, 1950).
S tématem vojny se Fára vyrovnal cyklem Kentauři, kterým se překvapivě přihlásil k Fillově tvorbě před válkou,  a k surrealismu se později vracel ve své volné tvorbě jen okrajově.
Pro Fárovu typografii měly význam výtvarné impulzy, které získal u Jaroslava Švába v Officině Pragensis. Zde navazoval na propagační grafiku 30. let (L. Sutnar) a poprvé se setkal s promýšlením funkce knižní obálky a úkolem jak sémantickou informaci transponovat ve výtvarný znak.  Již koncem 40. let navrhl propagační prospekty pro Ministerstvo zahraničí a po válce ho Zdeněk Seydl přizval do nakladatelství Československý spisovatel.
V následujících letech působil Fára na české výtvarné scéně jako nezařaditelný solitér s nekompromisními postoji, poučený intelektuál, diskutér-bouřlivák a tvůrce pohybující se přirozeně mezi různými obory divadelními a výtvarnými.
Fára rozvinul podněty meziválečné avantgardy v novém a moderním estetickém kontextu. Ve svém díle domýšlí radikální požadavky likvidace tradičních malířských technik společné dadaistům, konstruktivistům a surrealistům. 
Na výstavě Máj 57 (čtyři zátiší, kresby uhlem) i první autorské výstavě v témže roce navázal Fára na předválečnou modernu aniž by někoho konkrétního citoval. V jeho malbách, námětově ještě souvisejících s poetismem a formálně čerpajících částečně z kubismu, se objevuje puristická strohost jako protiváha jeho předcházejícího surrealistického období (Zátiší, 1957).
Tyto obrazy byly přechodem k následujícímu období abstrahované figurální malby (Rytmy 1958-64). Cyklus Rytmy je přímým odkazem k jazzu, který Fára aktivně hrál i poslouchal a výtvarně souvisí s jeho poválečným cyklem Gigues.  V roce 1961 vznikla série námětově podobných papier collés z trhaných kartonů v tlumené barevnosti (Samotář) a z monochromně šedých fotografických papírů. Následovala série smývaných tušových kreseb z roku 1964.
Václav Havel v úvodu k výstavě Stop time (1969) uvedl, že nejdůležitějším rysem Fárova díla je napětí mezi bezděčnou původností a uvědomělou disciplínou. Na jedné straně autentická síla nejprostšího materiálového a kompozičního prvku, na druhé jeho ohromně soustředěné, houževnaté a sebe sama až bolestně si uvědomující a znovu se kontrolující hledání.
Za normalizace v 70. a 80. letech si Fára byl vědom, že svou volnou tvorbu nebude moci vystavit. Tvořil v uzavřených cyklech, které byly zaměřeny k určenému námětu, provedeny stejnou technikou a pracovaly se shodným kompozičním uspořádáním. Fára byl suverénní kreslíř a jeho práce se vyznačují precizním technickým provedením.
Další cykly Fárových maleb, koláží, fotografií a kreseb podle období vzniku:
- 1972 Pocta koláži (lepené koláže z fotografických papírů)
- 1975 Dialog projektu (plátno, tužka, uhel, tempera, kresba s koláží)
- 1975 Pocta Bracellimu (fotografické koláže kombinující kresby a fotografie)
- 1978 Otvírání stěn (trhané papíry a fotografie)
- 1978 Postavy mého věku (kresby uhlem a temperou na papíře)
- 1979 Bílá poloha (cyklus velkoformátových kreseb, kombinace vymývaé kresby uhlem a bílé tempery)
- 1979 Modrá poloha (kolážová kresba, kombinovaná technika na papíře)
- 1980 Kabinetky (fotografie objektů sestavených na malířském stojanu)
- 1979-80 Ty okno (fotoplátna)
- 1980 Situace bílého obdélníku (koláže z různých prvků, vložen bílý obdélný rámeček jako jednotící motiv)
- 1980 Dým (smývané kresby uhlem)
- 1981 Spontaneity (kresby tužkou)
- 1981 Černá neděle („něco jako sváteční den smutku“, koláže s doprovodným textem, vydáno jako soukromý tisk roku 1989)
- 1981 Obkreslování se žlutou (sololit, plátno, kombinovaná technika)
- 1981 Kompozice (kombinovaná technika, tempera, plátno, sololit)
- 1982 Podzimní Ben Webster (smývaná kresba, uhel, anilin)
- 1982 Gabona (frotáž kombinovaná s koláží)
- 1982 Kružnice ve skříni (frotáž s koláží a kresbou)
- 1982 Procházka nočním hradem (koláže)
- 1983 Relax (černobílé fotografické koláže)
- 1984 Rytmus mýtu (kolorované kresby, papír)
- 1984 Podivuhodné rostliny (lavírovaná kresba tuší, anilin, kombinovaná s koláží)
- 1985 Zátiší (barevné koláže navazující na obrazy z roku 1957)
- 1986 Kompozice (kombinovaná technika, barva stříkaná přes šablony)
- 1988 Slyším tě mluvit (asambláže z trhaných kartonů a žlutých bodů)

### Objekty a asambláže
V letech 1944-47 Fára vytvořil cyklus surrealistických objektů sestavených z různých mechanismů a částí panenek jako malá dramata na miniaturní ploše. 
Fárova práce pro divadlo ho v polovině 60. let vedla k potřebě vrátit se ve výtvarné tvorbě k trojrozměrným dílům. Od roku 1964 vyhledával soustružené a precizně zpracované staré součásti dřevěného nábytku, rukodělné truhlářské výrobky, dřevěná ramínka, nástroje, rámy, parkety apod. s výrazným tvarem nebo strukturou. Zúčastnil se výstavy Objekt v Galerii Václava Špály roku 1965, kde šlo především o tzv. objet trouvés (nalezené objekty).
Jako vzpomínka na mládí i hold minulé civilizaci pak vznik cyklus 21 dřevěných asambláží nazvaných Hrací stoly. Soubor poprvé představil v Galerii na Karlově náměstí roku 1967.  Autor (1974) o něm prohlásil: pojmenování je název spíš konstatující než metaforický/účelem hry je hra. 
Celý soubor nakonec obsahoval více než 60 asambláží sestavených jako závěsné reliéfy, v nichž autor dřevěné části, které samy o sobě nesou estetickou hodnotu, uvádí do nového funkčního kontextu. U prvních byl akcent na strukturu dřeva, v pozdějších se více uplatnil kontrast původních barev dřeva nebo skládání dílů tak, aby vynikla kompozice křivek. Některá díla mají přímou souvislost s Fárovou prací pro divadlo (Ubu, 1981, Pocta Ionescovi, 1982) nebo odkazují ke zdrojům jeho výtvarné inspirace (Pocta Marcelu Duchampovi, 1980).
Následoval cyklus Vstupy (soubor dveří s asamblážemi) a prostorové objekty – zátiší na vysokých stolcích Madame est servie.
Koncem 80 let se Fára částečně vrátil k surrealistickým východiskům své tvorby, když vytvořil další sérii asambláží Plechomluva (1987-88) V nich kombinuje dřevo a kov, ale dominujícím výtvarným prvkem je barevnost, struktura a bizarní tvary nalezených silně korodovaných kusů plechu sestavené do abstraktních kompozic s figurálními prvky.

#### Sochy
- 1949 Ty (cín, v. 57 cm)
- 1951 Rytmus (reliéf)
- 1959 ? Hamlet (dřevo)
- 1965 Why do you always come back (dřevo)

### Typografie
První Fárovy grafické úpravy knih a ilustrace vznikly souběžně s jeho volnou tvorbou již na konci 50. let. Pro Státní nakladatelství krásné literatury, hudby a umění, kam jej pozval Jan Řezáč (1958), a pro nakladatelství Československý spisovatel, na popud výtvarného redaktora Zdeňka Seydla. V následujících letech vytvořil Fára pro SNKLHU (pozdější Odeon) výtvarně nejvýraznější edice.
Fárova typografie má jasně čitelný autorský rukopis. Používal stejná písma (oblíbený dynamický font Bondoni), často v kombinaci s kurzívou a minuskami, pro jeho knižní obálky je příznačná výrazná linka vymezující prostor. Jako obrazový materiál využíval fotografie, kresby a koláže s úsporností a čistotou až na hranici výtvarného minimalismu.

#### Knižní obálky
- Časopis Divadlo od roku 1958 do roku 1970
- Současné světové umění , nakl. Odeon (1965 – 1971) celkem asi 150 titulů
- Umělecká fotografie, SNKLHU, (1965 – 1987)
- Editio Supraphon – Hudební profily, Lyra (od pol. 60. let
- Klub čtenářů v sedmdesátých letech (celý ročník, výtvarné motivy s užitím italského vzorníku pro vyřezávání lupenkovou pilkou)
- Dějiny českého divadla (1968 – 1983), Academia
- Česká scénografie XX. století (Věra Ptáčková, 1982)
- detektivky 3x… nakl. Magnet
- Výstavní katalogy (obálky, typografie, celkem více než 33 publikací)

#### Plakáty a divadelní programy
V letech 1963-1979 Fára vytvořil dvacet filmových plakátů.
Své nejvýraznější realizace v oblasti divadla vytvořil pro
- Činoherní klub (Jar. Vostrý, J. Kačer) a
- Divadlo Na zábradlí (J. Grossman, Jar. Gillar, Lad. Fialka, Václav Havel)

Pro obě scény to byly mimo divadelních programů také grafické návrhy nápisu – loga – používané dodnes, a divadelní plakáty. Od jejího založení v roce 1966 spolupracoval také s Pantomimou Alfreda Jarryho.

### Scénografie (výběr)
- 1954 Hagenbeck, F. Šrámek, (kostýmy), rež. Jan Grossman, AU divadlo
- 1964 Král Ubu, Alfred Jarry, rež. Jan Grossman, Divadlo Na zábradlí
- 1964 Čekání na Godota, s. Beckett, r. V. Hudeček, DNZ
- 1969 Timon athénský, rež. Jan Gillar, DNZ
- 1969 Hodinový hoteliér, P. Landovský, rež. E. Schorm, ČK
- 1969 Višňový sad, rež. Jan Kačer, ČK
- 1971 Na dně, M. Gorkij, rež. J. Kačer, 1972 Baseltheater, Basilej. Užity Tmejovy fotografie z totálního nasazení
- 1971 Židle, E. Ionesco, Basilej
- 1971 Alcesta, Gluck, rež. Jan Gillar, ND (nerealizováno)
- 1972 Alžběta Anglická, rež. Evald Schorm, SD Brno
- 1972 Dvě noci s dívkou, J. Topol, rež
- 1981 Něžný barbar, B. Hrabal, rež. Ivo Krobot

### Zastoupení ve sbírkách
- Národní galerie v Praze
- GASK (České muzeum výtvarných umění, Praha)
- Galerie moderního umění v Roudnici nad Labem
- Severočeská galerie výtvarného umění v Litoměřicích
- Oblastní galerie v Liberci
- Galerie umění Karlovy Vary
- Alšova jihočeská galerie v Hluboké nad Vltavou
- Muzeum umění Olomouc
- Muzeum umění a designu Benešov

### Autorské výstavy (výběr)
- 1957 Libor Fára: Obrazy, kresby, Galerie Československý spisovatel, Praha
- 1967 Libor Fára: Hrací stoly 66/67, Galerie na Karlově náměstí, Praha
- 1969 Libor Fára: Stop time. Vybrané práce z let 1945 - 1969, Galerie Václava Špály, Praha
- 1972 Libor Fára 71/72, Galerie Fronta, Praha
- 1978 Libor Fára: Zeichnugen, collagen, assemblagen, Sonnenring Galerie, Rotemburg
- 1980 Libor Fára: Bílá poloha, Činoherní klub, Praha
- 1981 Libor Fára: Modrá poloha, Divadlo hudby, Praha
- 1982 Fára 81, Galerie Fronta, Praha
- 1989 – 1990 Libor Fára, Radniční palác, Cheb (Cheb)
- 1989 Libor Fára: Pohled na celoživotní dílo, Galerie výtvarného umění, Roudnice nad Labem
- 1990 Retrospective Libor Fára: 2éme nuit culturelle, Manufacture des Tabacs, Nancy
- 1990 Libor Fára, Letohrádek Ostrov
- 1992 Libor Fára: Retrospektiva díla 1944 - 1988, Galerie Zámek, Příbram
- 1997 Libor Fára: Dým & Mýtus rytmu, Galerie Gema, Praha
- 1998 Libor Fára: Objekty – pocta Marcelu Duchampovi, Galerie V kapli, Bruntál
- 1999 Libor Fára, Jízdárna Pražského hradu, Praha
- 2003-2009 Libor Fára, Galerie Ubu - Fárův dům, Slavonice
- 2006 Libor Fára: Držíme pozice, Galerie Smečky, Praha
- 2013 Libor Fára, Galerie Závodný, Mikulov
- 2025 Studio | Libor Fára 100, Leica gallery, Praha

#### Skupinové výstavy
Podrobně viz abART 

#### Katalogy
- Libor Fára: Obrazy, kresby, 1957, Grossman Jan, Galerie Československý spisovatel, Praha
- Libor Fára: Hrací stoly, 66-67, 1967, Vachtová Ludmila, kat. 32 s., Galerie na Karlově náměstí, Praha
- Libor Fára - stop-time: Vybrané práce z let 1945-69, 1969 Havel V , Novák L, Urbánek Z, kat. 20 s., Galerie Václava Špály, Praha
- Libor Fára: Dialog projektu okno: Situace 9, 1980, Srp Karel, kat. 20 s., Jazzová sekce, Praha
- Libor Fára, 1989, Hlaváčková Miroslava, kat. 16 s., Galerie výtvarného umění, Roudnice nad Labem
- Libor Fára 1925-1988: Scénografie, plakáty, objekty, 2005, Fárová Anna, kat. 6 s., Západočeská galerie v Plzni, Plzeň
- Libor Fára: Držíme pozice: Koláže a asambláže z let 1969-1988, 2006, Fárová Anna, kat. 6 s.,
- Galerie Smečky, Praha

#### Publikace
- Věra Velemanová, Vojtěch Lahoda: Libor Fára, dílo. Gallery, Praha 2006, ISBN 80-86010-99-6
- Anna Fárová (ed.):Libor Fára, 1999, Nakladatelství: Gema Art, ISBN 80-86087-17-4